# Друге тирновське повстання

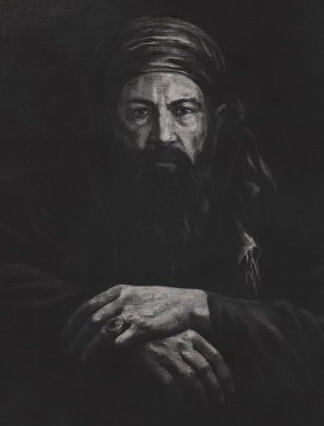
Ростислав Страшимірович

Друге тирновське повстання — болгарське повстання проти османської влади 1686 року під керівництвом боярина Ростислава Страшиміровича.

## Передумови
У 1680-их роках склались сприятливі умови для болгарського визвольного руху. 1683 року величезна 200-тисячна турецька армія виступила у похід на Відень, де зазнала поразки. Внаслідок цього до війни проти Туреччини включилась Польща та Венеція, а потім і Росія. Ці три держави разом із Австрією 1686 року об'єднались у Священну лігу та здійснили широкий наступ на Балканах. За цих обставин у болгарських землях спалахнули одразу три повстання — Друге тирновське, Чіпровське й Карпоша.

## Початок і перебіг повстання
Масштабний наступ військ Священної ліги на Балканах підштовхнув болгар у Тирново до організації повстання. На жаль, документальні свідчення про нього досить скромні. Припускають, що підготовка до повстання пов'язана зі спробами Росії втрутитись до подій на Балканах.
В Росії Ростислав Страшимірович вважався нащадком останнього володаря Відінського царства царя Івана Срациміра. В Москві він здобув підтримку московського патріарха Іоакіма.
Повстання спалахнуло 1686 року в Тирново, але відряджені проти повстанців регулярні турецькі війська захопили місто. Лідери повстання із загоном у 4000 чоловік з важкими боями пройшли від Тирново до Софії, де були розбиті турками. У подальшому вони сховались у Рильському монастирі, звідки пішли до Росії.